# Зеновка, Эдуард Григорьевич
Эдуард Григорьевич Зеновка  (род. 26 апреля 1969, Москва) — советский, российский пятиборец. На Олимпийских играх 1992 и 1996 годов завоевал 2 серебряные и 1 бронзовую медали. Чемпион мира, Европы, СССР и России по современному пятиборью. Заслуженный мастер спорта СССР по современному пятиборью. Выпускник Московской государственной академии физической культуры. Мастер спорта СССР международного класса.
Эдуард Зеновка является единственным пятиборцем, который выиграл звание чемпиона СССР (1990) и чемпиона России (1998) в личном первенстве.

## Олимпийские игры
- На Олимпийских играх 1992 в Барселоне выиграл серебряную медаль в командном зачете и бронзовую медаль в личном первенстве.

ЛИЧНОЕ ПЕРВЕНСТВО.
| Место | Спортсмен                           | Возраст | Фехтование победы/поражения | Плавание очки/результат | Стрельба очки/результат | Кросс очки/результат | Конкур | Сумма |
| 3     | Эдуард Зеновка Объединённая команда | 23      | 830 36/18                   | 1300/3.16,6             | 1240/198                | 1255/12.50,0         | 736    | 5361  |

- На Олимпийских играх 1996 в Атланте завоевал серебряную медаль в личном первенстве.

ЛИЧНОЕ ПЕРВЕНСТВО.
| Место     | Спортсмен               | Возраст | Стрельба очки/результат | Фехтование победы/поражения | Плавание очки/результат | Конкур | Кросс очки/результат | Сумма |
| 2         | Эдуард Зеновка · Россия | 27      | 1084/179                | \| 820 16/14 \|             | 1268/3.20,50            | 1016   | 1342/12.21,48        | 5530  |
| 820 16/14 |                         |         |                         |                             |                         |        |                      |       |

## Спортивные достижения
За свою карьеру он завоевал множество медалей на чемпионатах мира, Европы и Олимпийский играх:
Советский Союз.
Чемпионаты мира:
- Лахти, 1990: золото в команде.
- Сан-Антонио, 1991: золото в команде.

Содружество Независимых Государств (СНГ).
Олимпийские игры:
- Барселона, 1992: серебро в команде.
- Барселона, 1992: бронзовая медаль в личном первенстве.

- «Кубок Мира» 1992: 2 место в личном первенстве.

Российская Федерация.
Олимпийские игры:
- Атланта, 1996: серебро в личном первенстве. К Олимпийским Играм в Атланте Эдуарда Зеновку подготовил заслуженный тренер Казахской ССР по современному пятиборью и плаванию Абдурахманов Рашит Миталиевич (20.01.1942 г.р.).

Чемпионаты мира:
- София, 1997: бронзовая медаль в команде.
- Будапешт, 1999: серебряная медаль в эстафете.

Чемпионаты Европы:
- Секешфехервар, 1997: золото в команде.

## Личная жизнь
После Олимпиады в Барселоне познакомился с гимнасткой-художницей Оксаной Костиной. 11 февраля 1993 года, машина, которой управлял Зеновка (в некоторых источниках сообщалось, что он был в состоянии алкогольного опьянения и без водительского удостоверения), недалеко от аэропорта Домодедово, выехала на встречную полосу и столкнулась с грузовиком. Костина погибла, а Зеновка получил многочисленные травмы.